# Tour First
48°53′20″ пн. ш. 2°15′06″ сх. д. / 48.8889° пн. ш. 2.2517° сх. д.
Tour First (раніше відомий як Tour UAP в 1974 — 1998 роках, та як Tour Axa в 1998 — 2007 роках) — офісний хмарочос в Курбевуа, Дефанс, Іль-де-Франс, Франція.
Вежа була побудована в 1974 році компанією Bouygues для страхової компанії UAP. 
Висота будівлі на той час становила 159 м. 
Його основна форма мала форму трикутної зірки, промені якої були розділені кутом 120°. 
Цю форму було обрано, щоб символізувати злиття трьох французьких страхових компаній, які були фундаторами UAP. 
Вежа була перейменована в Tour Axa, коли UAP була куплена страховою компанією Axa в 1996 році.
Масштабна реконструкція вежі почалася у 2007 році і завершилася у 2011 році. 
Зовнішній вигляд будівлі був повністю змінений, вежі додали висоту. 
Відремонтована вежа, тепер відома як Tour First, має висоту даху 225 м і 231 м, включаючи шпиль, із загальною площею 86 707 м², що зробило його найвищим хмарочосом у Франції, випередивши вежу Монпарнас
 · . 
Вона має втратити це звання на користь майбутнього хмарочоса The Link, будівництво якого має бути завершено до 2025 року. 
На початок 2020-х це найвищий хмарочос у Франції, його висоту перевершує лише Ейфелева вежа.